# 堀米雄斗
堀米雄斗（日语：／ Horigome Yūto，1999年1月7日—），日本男子滑板運動員。2021年7月25日，他代表日本参加2020年夏季奥林匹克运动会滑板比赛，在男子街式赛中夺得金牌，亦是奥林匹克运动会史上第一枚滑板金牌。2024年7月29日，代表日本参加2024年夏季奥林匹克运动会滑板比赛，蟬聯男子街式赛滑板金牌。

## 生平
東京都江東区出身。江東區立東砂小學校、江東區立砂町中學校畢業。

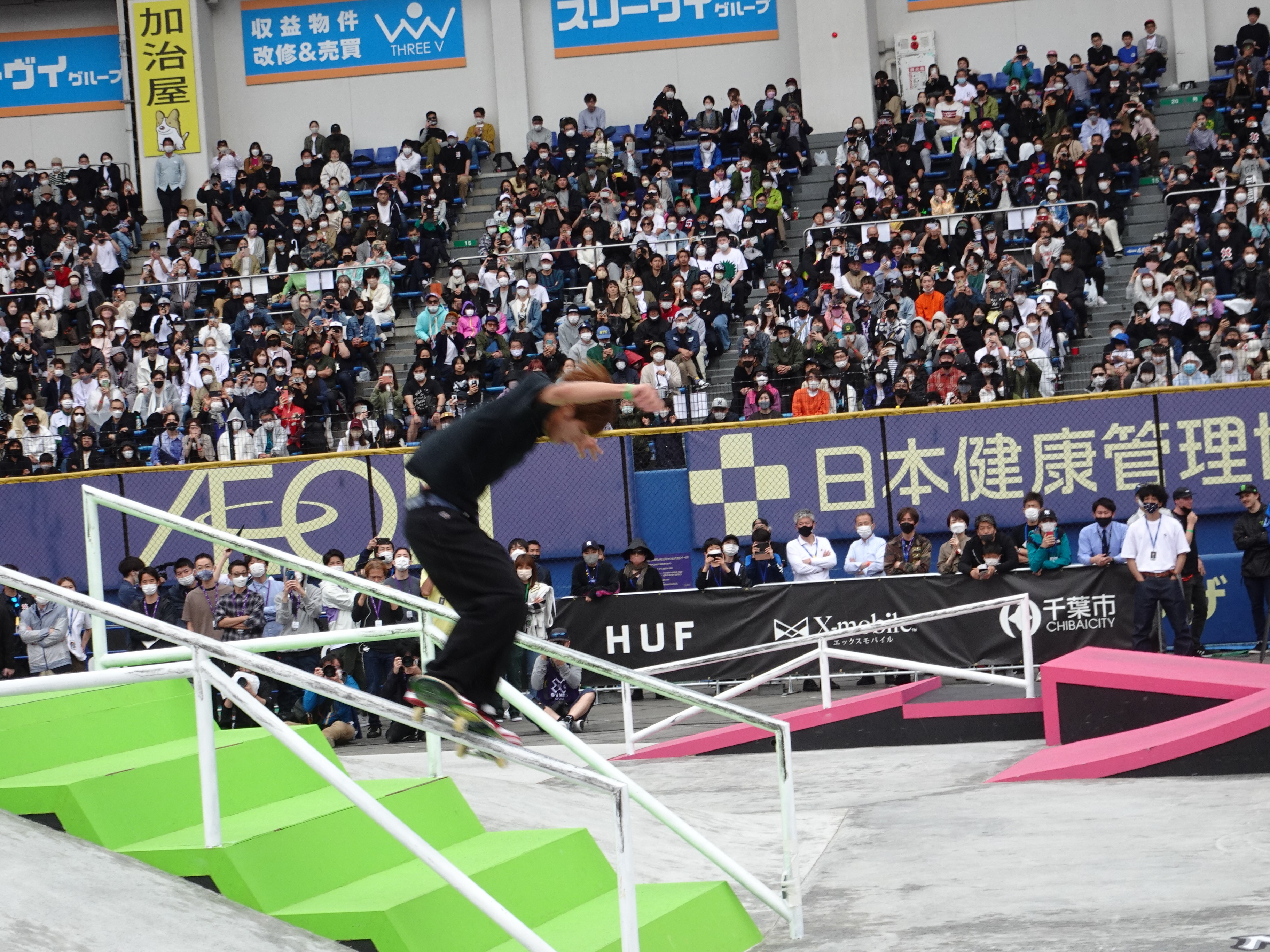
展現滑板技巧（2022年4月24日攝影）

六歲時，他開始與身為計程車司機且同時為滑板愛好者的父親於於大島小松川公園參加滑板比賽。。
10多歲時已經成為日本國內的頂尖滑板選手。當時認識堀井的一位運動員說:「他和一般的小學生不一樣。他不是一昧的模仿別人，而是主動挑戰與眾不同、別人無法做到的技巧。」做。 且自小學開始就經常參加海外競賽。
於2014年、2015年連續2年榮膺日本滑板協會（AJSA）年度總冠軍。
他於2016年活動據點搬到了美國洛杉磯，因為他覺得「除非在滑板的發源地表演，否則不會成功引起注意」。
2017年，於英國倫敦舉行的世界最高級職業滑板巡迴賽事「街頭聯賽」中獲得亞軍，後續並於2018年成為第一位在該賽事的日本人。。
2019年5月，被選為2020年東京奧運滑板項目的強化選手。
於2021年7月25日舉行的2020年東京奧運滑板比賽贏得金牌。同年、紫綬褒章受章。
2024年東京奧運滑板比賽 男子街頭賽在最終以逆轉贏得金牌，成功達成二連覇。

## 外部連結
- 堀米雄斗的X（前Twitter）
- 堀米雄斗的Instagram帳戶